# Piet Steenkamp

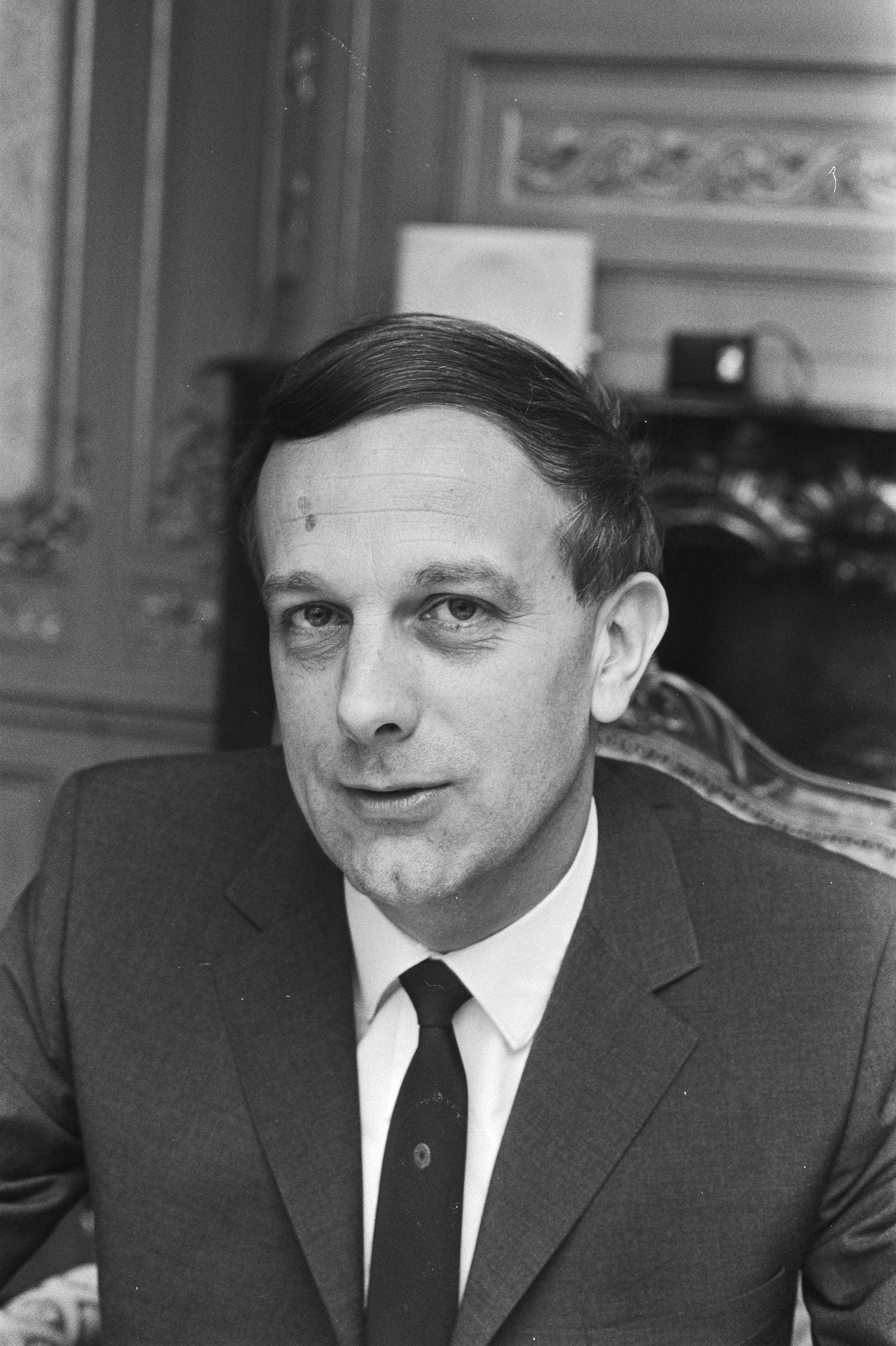
Piet Steenkamp (1971)

Petrus Antonius Josephus Maria (Piet) Steenkamp (* 8. März 1925 in Uithoorn, Noord-Holland; † 8. Januar 2016 in Eindhoven) war ein niederländischer Politiker (KVP, CDA). Er gilt als maßgeblicher Wegbereiter des Zusammengehens der drei christlich-konfessionellen Parteien KVP, ARP sowie CHU und damit als „Architekt“ des aus ihrer Fusion entstandenen Christen-Democratisch Appèl, dessen erster Vorsitzender er von 1975 bis 1980 war. Von 1983 bis 1991 war er Vorsitzender der Ersten Kammer der Generalstaaten.
Nach Abschluss seines Studiums der Wirtschaftswissenschaften an der Universität Tilburg war Steenkamp von 1949 bis 1954 Mitarbeiter und von 1954 bis zum 1. September 1966 Vorstandsmitglied der Konservenfabrik seines Vaters Van Hoorn im nordholländischen Uithoorn. 1960 ging er zunächst als außerplanmäßiger (buitengewoon hooglerar), dann 1966 als ordentlicher Professor (gewoon hoogleraar) für Sozialrecht und Sozialgeschichte an die Technische Hochschule Eindhoven. Dort lehrte er bis 1990. Zeitweilig war er auch Dekan der Philosophischen und Sozialwissenschaftlichen Fakultät.
Als Vertreter der Katholieke Volkspartij (Katholische Volkspartei, KVP) wurde Steenkamp 1966 erstmals in die Ersten Kammer (Eerste Kamer der Staten-Generaal) gewählt, das Oberhaus des niederländischen Parlaments (auch Senat genannt), der er bis 1999 angehörte. Nach der Parlamentswahl im April 1971 beauftragte Königin Juliana Steenkamp als Informateur mit der Führung von Sondierungsgesprächen im Vorfeld der Regierungsbildung. Es kam eine Koalition aus den drei christlichen Parteien KVP, ARP und CHU, der rechtsliberalen VVD und den Democratisch Socialisten ’70 (einer zur Mitte tendierenden Abspaltung von der sozialdemokratischen PvdA) zustande, die das Kabinett Biesheuvel bildete, aber nur rund ein Jahr hielt.
Steenkamp setzte sich schon früh für den Zusammenschluss der drei christlichen Parteien KVP, CHU und ARP ein, und war von Anfang an Mitglied der Groep van Achttien (Gruppe der 18), einer parteiübergreifenden Arbeitsgruppe, die den Zusammenschluss diskutierte und letztendlich vorbereitete. Vom ersten Kongress der Parteienföderation im Jahr 1975 bis zum Sonderparteitag im Oktober 1980, auf dem die Vereinigung der drei Parteien zum CDA abschließend formal vollzogen wurde, fungierte Steenkamp als Vorsitzender des Christen-Democratisch Appèl. Von diesem Posten trat er im Verlauf des Parteitags zurück und nahm den Titel eines Ehrenvorsitzenden an. Sein Nachfolger als CDA-Vorsitzender wurde Piet Bukman. 
Nach dem Zerbrechen der christlich-sozialdemokratischen Koalition und dem Rücktritt des Kabinetts Van Agt II im Mai 1982 ernannte die junge Königin Beatrix ihn ein zweites Mal zum Informateur. Seine Versuche, eine neue Mehrheit zu finden scheiterten jedoch, sodass er dem Staatsoberhaupt empfahl, den bisherigen Ministerpräsidenten Dries van Agt übergangsweise mit einer Minderheitsregierung aus den verbliebenen Koalitionären CDA und D66 im Amt zu lassen. Von 1983 bis 1991 war Steenkamp Präsident (Voorzitter) der Ersten Kammer.
Das Bildungs-/Fortbildungsinstitut des CDA wurde nach ihm benannt (Steenkampinstituut).
1976 wurde er Ritter und am 24. August 1990 Kommandeur des Ordens vom Niederländischen Löwen. Darüber hinaus wurde er aufgrund seiner 20-jährigen Kammermitgliedschaft am 29. April 1986 Kommandeur im Orden von Oranien-Nassau.
Piet Steenkamp war verheiratet und hat drei Söhne. Sein Sohn Thomas ist Bürgermeister der niederländischen Gemeinde West Maas en Waal. Steenkamp starb, 90 Jahre alt, am 8. Januar 2016.